# Pygoscelis grandis
Pygoscelis grandis es una especie extinta de pingüino, que se caracteriza por su tamaño mayor que las especies actuales del género Pygoscelis y posee un parentesco cercano con el actual pingüino rey (Aptenodytes patagonicus). Fue hallado en Chile, en la Formación Bahía Inglesa, en la III región de Atacama y fue descrito por los investigadores Stig Walsh y Mario Suárez.
El nombre de la especie, P. grandis, alude a su tamaño superior a las especies del género. Un análisis cladístico llevado a cabo por parte de los autores permite sostener con mayor propiedad su pertenencia al género Pygoscelis. El holotipo consta de un esqueleto parcial carente de cráneo y se encuentra actualmente depositado en la colección de paleontología de vertebrados del Museo Nacional de Historia Natural en Santiago, Chile.